# Torcé-en-Vallée
Torcé-en-Vallée est une commune française, située dans le département de la Sarthe en région Pays de la Loire, peuplée de 1 412 habitants (les Torcéens).
La commune fait partie de la province historique du Maine, et se situe dans le Haut-Maine (Maine roux).

## Géographie
La commune est traversée par la rivière Parence.

### Communes limitrophes
| Beaufay           | Briosne-lès-Sables | Bonnétable    |
| Beaufay           | Torcé-en-Vallée    | Saint-Célerin |
| Sillé-le-Philippe | Lombron            |               |

### Climat
Pour des articles plus généraux, voir Climat des Pays de la Loire et Climat de la Sarthe.
En 2010, le climat de la commune est de type climat océanique dégradé des plaines du Centre et du Nord, selon une étude du CNRS s'appuyant sur une série de données couvrant la période 1971-2000. En 2020, Météo-France publie une typologie des climats de la France métropolitaine dans laquelle la commune est exposée à un climat océanique altéré et est dans la région climatique  Moyenne vallée de la Loire, caractérisée par une bonne insolation (1 850 h/an) et un été peu pluvieux. 
Pour la période 1971-2000, la température annuelle moyenne est de 11 °C, avec une amplitude thermique annuelle de 14,2 °C. Le cumul annuel moyen de précipitations est de 709 mm, avec 11,5 jours de précipitations en janvier et 7,1 jours en juillet. Pour la période 1991-2020, la température moyenne annuelle observée sur la station météorologique de Météo-France la plus proche, sur la commune de Saint-Corneille à 8 km à vol d'oiseau, est de 12,0 °C et le cumul annuel moyen de précipitations est de 774,0 mm,. Pour l'avenir, les paramètres climatiques de la commune estimés pour 2050 selon différents scénarios d'émission de gaz à effet de serre sont consultables sur un site dédié publié par Météo-France en novembre 2022.

## Urbanisme

### Typologie
Au 1er janvier 2024, Torcé-en-Vallée est catégorisée bourg rural, selon la nouvelle grille communale de densité à sept niveaux définie par l'Insee en 2022.
Elle est située hors unité urbaine. Par ailleurs la commune fait partie de l'aire d'attraction du Mans, dont elle est une commune de la couronne,. Cette aire, qui regroupe 144 communes, est catégorisée dans les aires de 200 000 à moins de 700 000 habitants,.

### Occupation des sols
L'occupation des sols de la commune, telle qu'elle ressort de la base de données européenne d’occupation biophysique des sols Corine Land Cover (CLC), est marquée par l'importance des territoires agricoles (85,6 % en 2018), en diminution par rapport à 1990 (87,8 %). La répartition détaillée en 2018 est la suivante : 
terres arables (49,5 %), prairies (24,4 %), zones agricoles hétérogènes (11,7 %), forêts (10,2 %), zones urbanisées (4,2 %). L'évolution de l’occupation des sols de la commune et de ses infrastructures peut être observée sur les différentes représentations cartographiques du territoire : la carte de Cassini (XVIIIe siècle), la carte d'état-major (1820-1866) et les cartes ou photos aériennes de l'IGN pour la période actuelle (1950 à aujourd'hui).

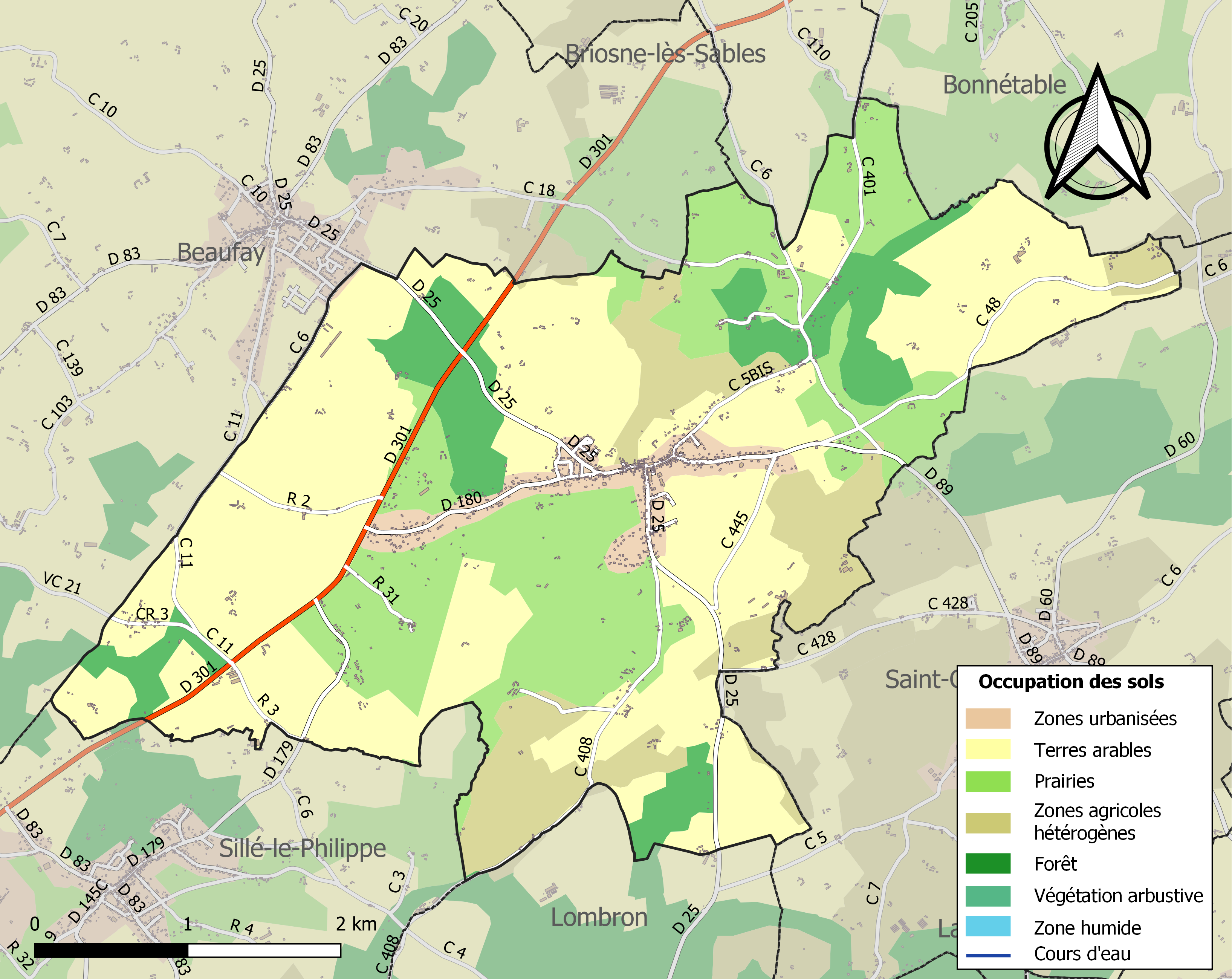
Carte des infrastructures et de l'occupation des sols de la commune en 2018 (CLC).

## Politique et administration
| Période                                  | Période  | Identité          | Étiquette | Qualité                 |
| ---------------------------------------- | -------- | ----------------- | --------- | ----------------------- |
| (avant 2001)                             | 2014     | André Lagoute     |           |                         |
| 2014                                     | mai 2020 | Yves Gicquel      | DVD       | Retraité de l'artisanat |
| mai 2020                                 | En cours | Jean-Michel Royer | SE        | Enseignant              |
| Les données manquantes sont à compléter. |          |                   |           |                         |

Le nombre d'habitants, au dernier recensement, étant compris entre 500 et 1499, le nombre de membres du conseil municipal est de 15.

## Démographie
L'évolution du nombre d'habitants est connue à travers les recensements de la population effectués dans la commune depuis 1793. Pour les communes de moins de 10 000 habitants, une enquête de recensement portant sur toute la population est réalisée tous les cinq ans, les populations de référence des années intermédiaires étant quant à elles estimées par interpolation ou extrapolation. Pour la commune, le premier recensement exhaustif entrant dans le cadre du nouveau dispositif a été réalisé en 2008.
En 2022, la commune comptait 1 412 habitants, en évolution de +1,07 % par rapport à 2016 (Sarthe : −0,25 %, France hors Mayotte : +2,11 %).
| 1793  | 1800  | 1806  | 1821  | 1831  | 1836  | 1841  | 1846  | 1851  |
| ----- | ----- | ----- | ----- | ----- | ----- | ----- | ----- | ----- |
| 1 516 | 1 170 | 1 586 | 1 265 | 1 701 | 1 677 | 1 663 | 1 607 | 1 632 |

| 1856  | 1861  | 1866  | 1872  | 1876  | 1881  | 1886  | 1891  | 1896  |
| ----- | ----- | ----- | ----- | ----- | ----- | ----- | ----- | ----- |
| 1 557 | 1 552 | 1 445 | 1 371 | 1 326 | 1 271 | 1 260 | 1 220 | 1 233 |

| 1901  | 1906  | 1911  | 1921  | 1926  | 1931  | 1936  | 1946  | 1954  |
| ----- | ----- | ----- | ----- | ----- | ----- | ----- | ----- | ----- |
| 1 206 | 1 231 | 1 229 | 1 172 | 1 114 | 1 046 | 1 006 | 1 032 | 1 030 |

| 1962  | 1968 | 1975 | 1982 | 1990 | 1999 | 2006  | 2008  | 2013  |
| ----- | ---- | ---- | ---- | ---- | ---- | ----- | ----- | ----- |
| 1 003 | 969  | 808  | 819  | 784  | 811  | 1 107 | 1 192 | 1 354 |

| 2018  | 2022  | - | - | - | - | - | - | - |
| ----- | ----- | - | - | - | - | - | - | - |
| 1 421 | 1 412 | - | - | - | - | - | - | - |

## Lieux et monuments
- Église Notre-Dame, des XIIe et XVIe siècles, inscrite au titre des monuments historiques en 1926 et classée à ce titre depuis 2003[20].
- Dolmen de la Pierre couverte, inscrit au titre des monuments historiques depuis 1969[21].
- Ruines du château-fort des Aulnays.
- Statue La Vierge à l'Enfant en pierre, du XVIe siècle, classée monument historique au titre d'objet en 1905[22].
- Château du Chesnay, du XIXe siècle.
- Lavoir sur la Vive Parence.
- Circuit de moto-cross Marcel-Seery[23]

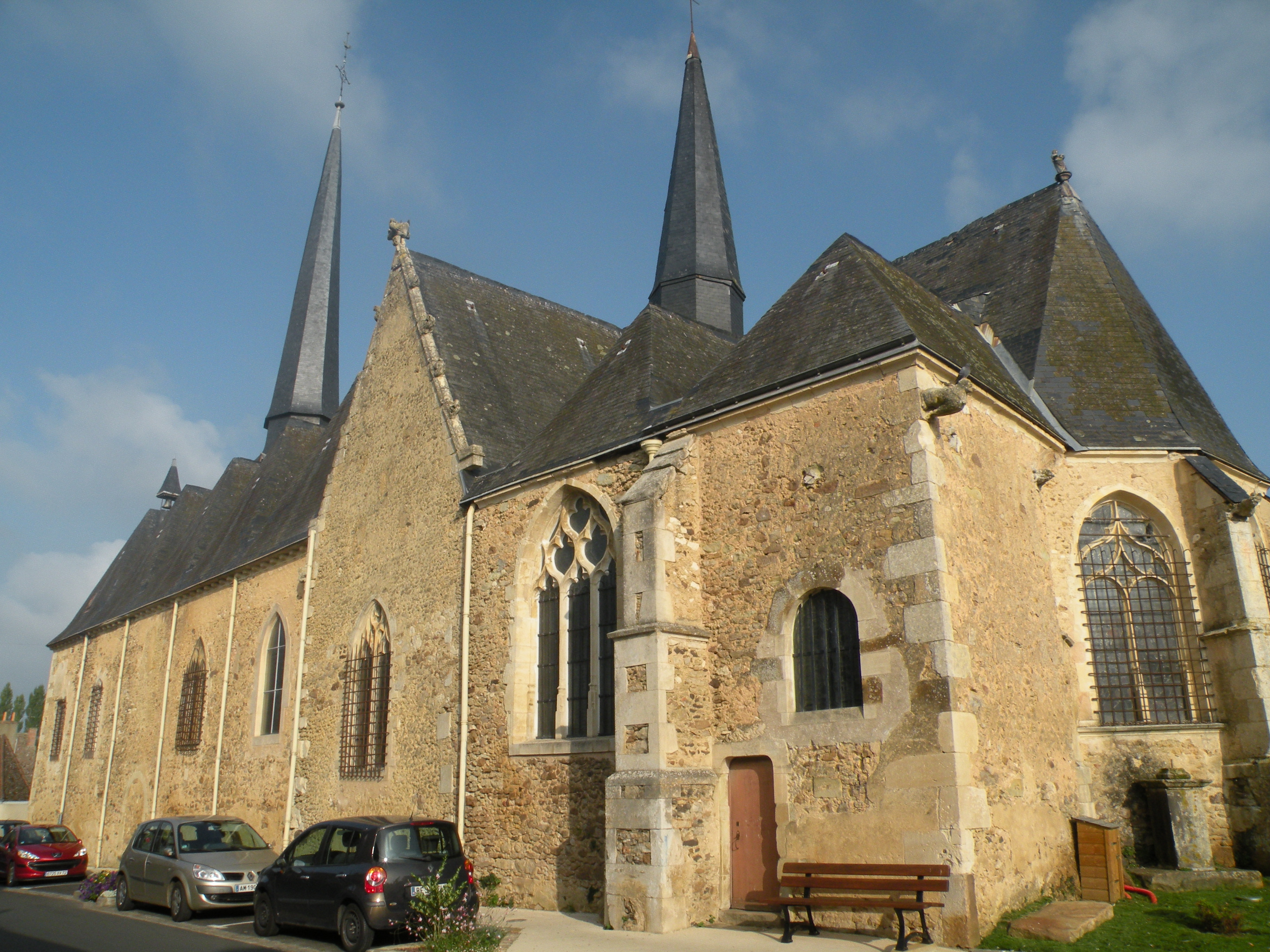
L'église Notre-Dame.
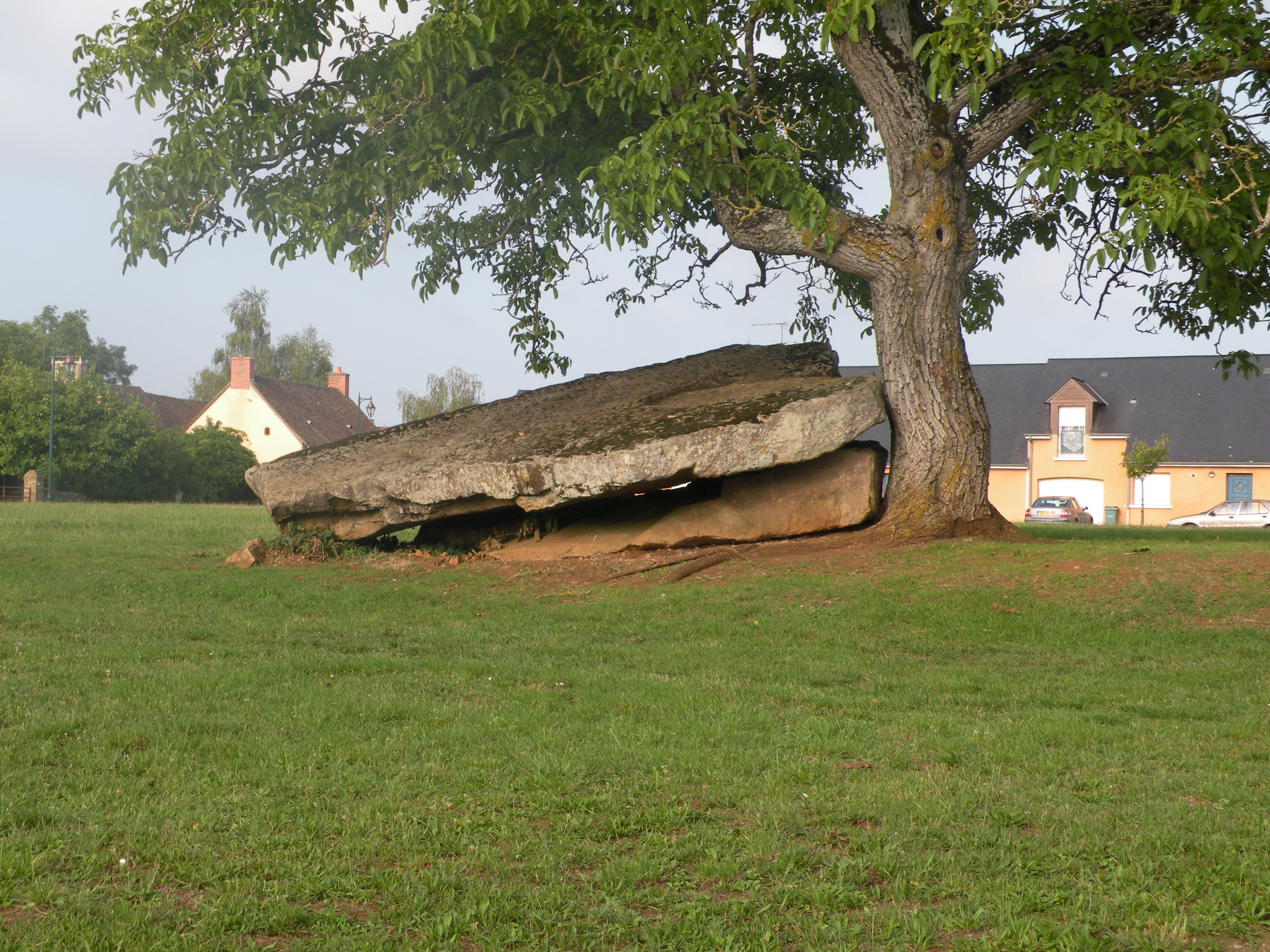
le dolmen de la Pierre couverte.
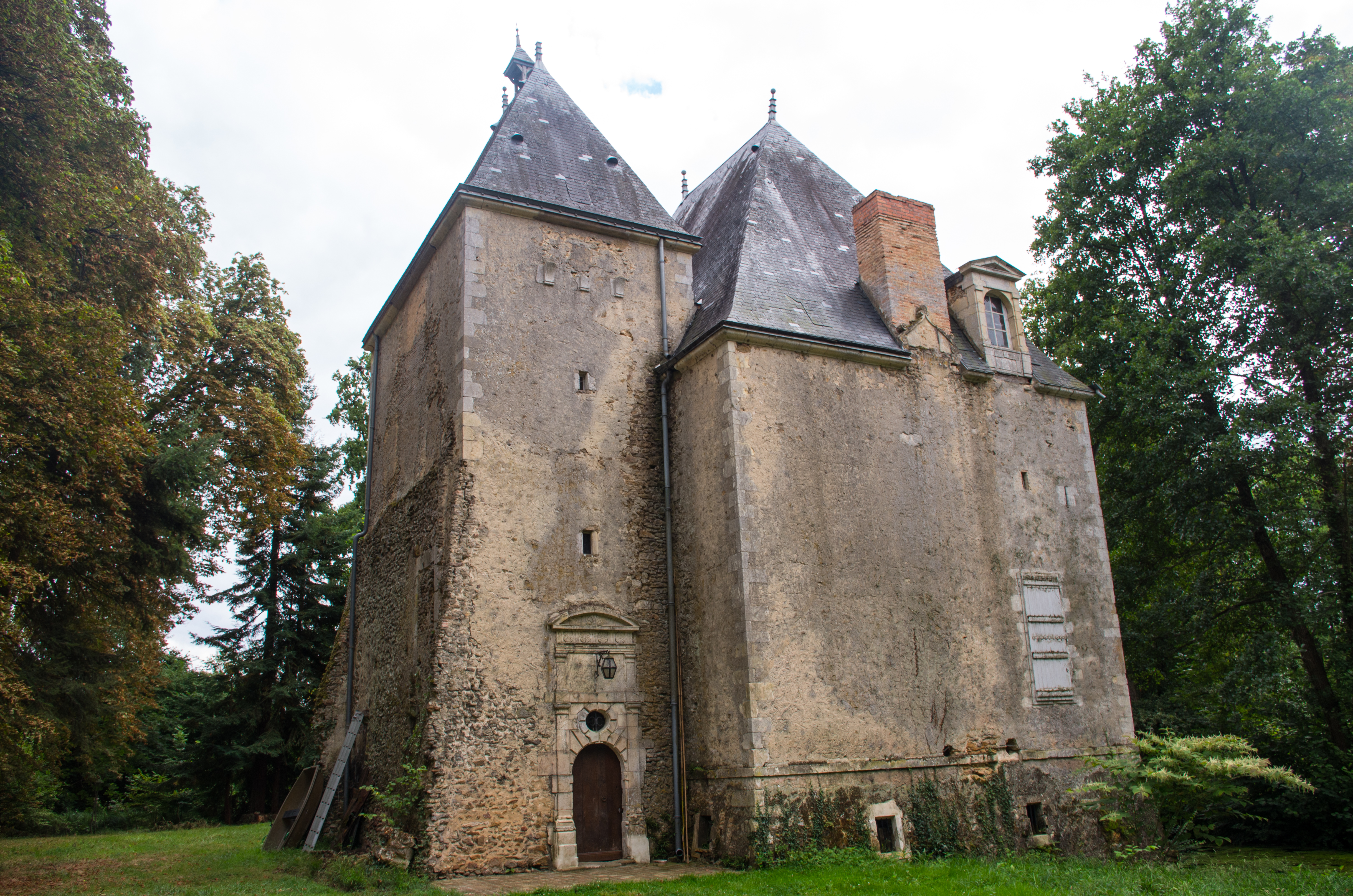
le château des Aulnays.
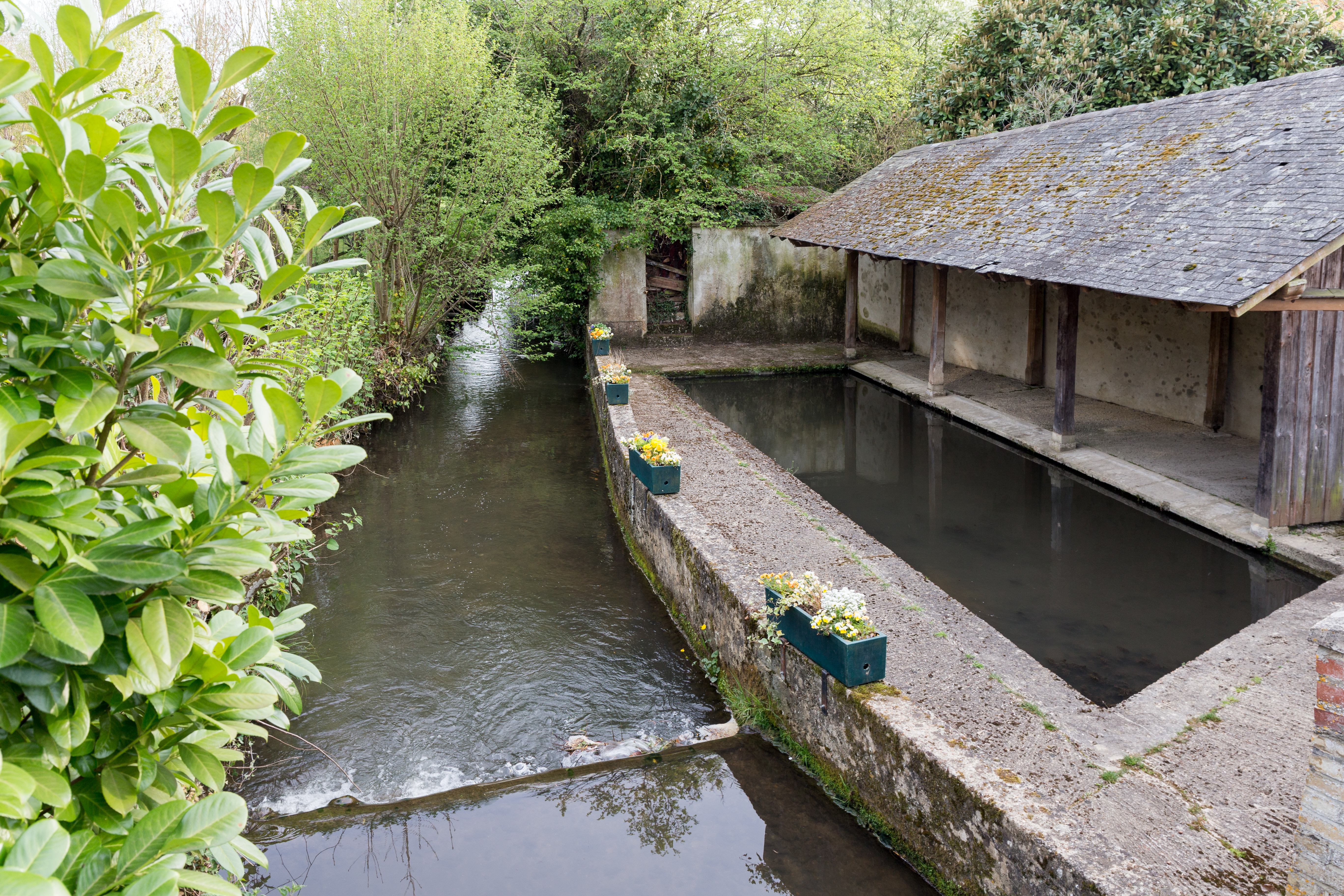
Le lavoir sur la Vive Parence.

## Personnalités liées
- Marcel Seery fut le créateur du Groupe sportif de Torcé-en-Vallée, manager de l'équipe de France de moto-cross en grand Prix dans les années 1970, membre du comité directeur de la Fédération française de motocyclisme, secrétaire de la ligue de normandie, commissaire de piste, directeur de course, organisateur d'épreuves sportives variées : side-car-cross, moto-cross, trial, enduro dans la Sarthe. Marcel Seery fut aussi président de la commission Enduro à la FFM. Créateur du circuit de motocross Kangourous à Torcé-en-Vallée. Le terrain est renommé en 1999 Circuit Marcel Seery en son honneur. Marcel Seery est décédé à Torcé-en-Vallée en juillet 2007.